# 鈴木英二郎
鈴木 英二郎（すずき ひでじろう、1964年〈昭和39年〉10月28日 - ）は、日本の労働・厚生労働官僚。

## 来歴
東京都出身。1988年（昭和63年）3月、東京大学法学部を卒業し、同年4月、労働省に入省。
労働行政の法改正などに携わり、職業安定局雇用開発課産業雇用構造調整室長、厚生労働省大臣官房人事課坂口力厚生労働大臣秘書官事務取扱、厚生労働省大臣官房総務課企画官、雇用均等・児童家庭局雇用均等政策課業務指導室長、職業安定局需給調整事業課長、同局派遣・有期労働対策部需給調整事業課長、同局派遣・有期労働対策部企画課長、労働基準局総務課長、厚生労働省参事官、厚生労働省政策統括官付労働政策担当参事官室長、職業安定局派遣・有期労働対策部長などを歴任。途中、国土交通省などに出向し、山口県商工労働部職業安定課長、人事院人材局交流派遣専門員（中央労働金庫）、国土交通省大臣官房審議官などを務めた。
2019年（令和元年）7月9日、政策統括官（統計・情報政策担当）に就任。
2021年（令和3年）9月14日、政策統括官（労使関係担当）を兼任。
2022年（令和4年）6月28日、労働基準局長に就任。2024年（令和6年）7月5日、退任。

## 年譜
- 1988年（昭和63年）
  - 3月 - 東京大学法学部卒業[1]
  - 4月 - 労働省入省[1]
- 1996年（平成8年）7月 - 山口県商工労働部職業安定課長[1]
- 1998年（平成10年）7月 - 労働基準局賃金時間部労働時間課長補佐[1]
- 2000年（平成12年）4月 - 労政局労政課長補佐[1]
- 2001年（平成13年）1月 - 厚生労働省政策統括官付労政担当参事官室長補佐[1]
- 2002年（平成14年）8月 - 労働基準局総務課長補佐[1]
- 2003年（平成15年）
  - 8月 - 職業安定局雇用開発課産業雇用構造調整室長[1]
  - 10月 - 厚生労働省大臣官房人事課坂口力厚生労働大臣秘書官事務取扱[1]
- 2004年（平成16年）
  - 9月 - 厚生労働省大臣官房総務課企画官[1]
  - 9月 -（併）厚生労働省政策統括官付労働政策担当参事官室[1]
- 2005年（平成17年）8月 - 雇用均等・児童家庭局雇用均等政策課業務指導室長[1]
- 2006年（平成18年）9月 -（併）雇用均等・児童家庭局短時間・在宅労働課[1]
- 2007年（平成19年）8月 - 職業安定局需給調整事業課長[1]
- 2010年（平成22年）8月 - 職業安定局派遣・有期労働対策部需給調整事業課長[1]
- 2011年（平成23年）8月 - 人事院人材局交流派遣専門員（中央労働金庫）[1]
- 2013年（平成25年）8月 - 職業安定局派遣・有期労働対策部企画課長[1]
- 2014年（平成26年）5月 - 労働基準局総務課長[1]
- 2015年（平成27年）
  - 10月 - 厚生労働省参事官[1]
  - 10月 -（併）厚生労働省政策統括官付労働政策担当参事官室長[1]
- 2016年（平成26年）6月 - 職業安定局派遣・有期労働対策部長[1]
- 2017年（平成27年）
  - 7月 - 国土交通省大臣官房審議官[1]
  - 7月 -（併）国土交通省土地・建設産業局 [1]
- 2019年（令和元年）7月9日 - 政策統括官（統計・情報政策担当）[5]
- 2021年（令和3年）9月14日 - 政策統括官（統計・情報政策、労使関係担当）[4]
- 2022年（令和4年）6月28日 - 労働基準局長[3]
- 2024年（令和6年）7月5日 - 退任[6]